# 파나소닉 루믹스 DMC-G6
파나소닉 루믹스 DMC-G6은 파나소닉의 디지털 카메라이다.